# Сотнур
Сотнур — село в Волжском районе Марий Эл Российской Федерации. Входит в состав и является административным центром Сотнурского сельского поселения.

## География
Располагается в 52 км на северо-восток от районного центра — города Волжска. Село расположено на автомобильной дороге регионального значения Звенигово — Помары — Морки.

## Топонимика
О. П. Воронцова и И. С. Галкин объясняют происхождение названия Сотнур от двух марийских слов: сото — «светлый» и нур — «поле, поляна», то есть «светлая поляна или поле». По народной легенде у старика Секея был сын Сотой, который женился на любимой девушке Элавий. Во время поисков пропавшей лошади они поднялись на берег речки Курша и увидели красивую местность, где и решили поселиться, а поселение стали называть Сотнуром, в переводе с марийского — светлым полем или поляной.

## История
Известно с 18 века как село Никольское (Сотнур тож) по церкви, построенной в честь Николая Чудотворца. Сотнур являлся волостным центром.
В 1811 году было построено каменное здание церкви во имя Святой Троицы с приделом во имя святителя Николая Мирликийского. В 1936 году храм был закрыт, здание переоборудовали под склад Сотнурского райпо.
В 1837 году было открыто Сотнурское приходское училище. Школа известна в том числе тем, что в ней в 1910—1913 годах работал классик марийской литературы С. Г. Чавайн.
В 1890 году в селе появилась одна из первых в Марийском крае библиотека, имелись различные торговые лавки, оптовый винный склад, трактир, 2-классная школа, волостное управление, контора земского начальника, земская управа, канцелярия станового пристава, страховая касса. Тогда же был открыт медицинский пункт, а через пять лет — врачебный пункт. С приездом врача А. Бедрина в 1897 году в селе открыты амбулатория и лечебница на 4 койки. В 1900 году открылась новая участковая больница, обслуживавшая более 60 окрестных деревень.
В 1919 году было образовано Сотнурское потребительское общество «Полыш».
С образованием Марийской автономной области (МАО) в 1921 году Сотнур вошёл в состав Сотнурской волости Краснококшайского кантона. Когда число кантонов МАО было увеличено с трёх до девяти, Сотнур вошёл в состав Звениговского кантона. В 1932 году все кантоны были переименованы в районы, а в 1936 году был создан новый Сотнурский район, центром которого стал Сотнур. Через три года центр района перенесён в рабочий посёлок Красный Стекловар.
В Великую Отечественную войну из села на фронт были призваны 74 человека, из них не вернулись 31. В честь памяти погибших воинов в селе в 1967 года установили памятник — обелиск.
В 1956 году с упразднением Сотнурского района село вошло в состав Волжского района, в составе которого остаётся до настоящего времени.

## Население
В 1763 году в селе Никольском (Сотнур) проживали 385 человек, преимущественно мари, имели статус незакрепощённых государственных крестьян.
В 1923 году — 318 человек.
Современная численность населения — ↗953 человек (2010 год).

## Современное состояние
В Сотнуре располагаются ключевые социально-культурные объекты сельского поселения.
Сотнурская средняя общеобразовательная школа и детский сад общеразвивающего вида № 3 «Пеледыш», расположенные в селе, являются единственными образовательными учреждениями сельского поселения.
С 2007 года возобновлены богослужения в восстановленной Церкви Пресвятой Троицы. Храм является памятником архитектуры регионального значения.
В селе расположена Сотнурская участковая больница — подразделение Волжской центральной городской больницы.
Сотнур частично газифицирован, дома обеспечены централизованным водоснабжением. Централизованное теплоснабжение и канализация отсутствуют.